# 侠客
侠客（きょうかく）は、強きを挫き、弱きを助ける事を旨とした「任侠を建前とした渡世人」の総称。

## 概要
中国において義侠心をもって人の窮境を救う武力集団を指す呼称だったが、日本では市井無頼の徒「やくざ者」に対する美称として用いられ、中国のそれとは一致しない。日本における侠客は、常軌を逸した行動と伊達者たることを誇りとした室町時代のかぶき者を源とし、江戸時代には義侠的行為で体制に反抗する者を指す総称となったが、次第に賭博や喧嘩渡世などを仕事とした無法者を指すようになり、幕府による取締りの対象とされた。創作の世界では、本来の義侠心を持つ侠客として、一心太助、国定忠治、清水次郎長などを主人公とする物語が多く作られ、芝居化され人気を博した。有名な侠客には、火消しや職人、芝居小屋の座長などもあり、船宿や待合の女将などに女侠客と呼ばれる者もいた。

## 歴史上の侠客
基本的に侠客なる職業は歴史上存在せず、封建時代における風俗の形態の一つとして捉えるのが一般的である。
中国の春秋時代から義侠に厚い人々がおり、施しの見返りとして恩人に対し法を破り命を捨ててでも礼を尽くしていたという。戦国時代に登場した戦国四君は食客として侠客を採用し活躍したとされている。『史記』に「遊侠列伝」という侠客の記述が残され、また前漢を築いた劉邦も最初は侠客であったとされている。
司馬遷は『史記』に「世間の人々は任侠の志を知らずに朱家や郭解をチンピラのごとき連中だと見下すのは悲しいことだ」、また「游俠とは、その行為が世の正義と一致しないことはあるが、しかし言ったことは絶対に守り、なそうとしたことは絶対にやりとげ、一旦引き受けたことは絶対に実行し、身を投げ打って、他人の苦難のために奔走し、存と亡、死と生の境目を渡った後でも、己の能力におごらず、己の徳行を自慢することを恥とする、そういった重んずべきところを有しているものである。」、
「孟嘗君・春申君・信陵君などはいずれも貴族で富裕であったため名声があった。人物として優れてはいるが、それは追い風に乗って叫びを上げたようなものだ。ところが民間の裏町に住む侠客について言えば、己の行いをまっすぐにし、名誉を重んじた結果、評判は天下に広がり、立派だと褒めない者は無かった。これこそ困難なことなのだ。秦より以前の時代では、民間独行の遊侠の事績が埋没し、伝わっていないことを私は極めて残念に思う」と述べている
日本の室町時代における悪党が土地に縛られず法外者であったのに比べ、江戸幕府は宗教と住居の両面から大衆を支配している。決められた場所で決められた支配者に従い、貢納することで競争による脱落が生じずに生活が保障されるのが封建時代の特徴であり、農村経済の破綻までこのシステムが運用されていく。
ただし、17世紀初期に幕府が大坂や江戸の橋や河川、主要道路を整備して都市機能を持たせる政策を打ち出した時点ではまだトップダウンだけでは無理があり、多くの牢人に労務管理としての口入業を行わせている。彼らが独自に生み出した珍奇な衣装、言動といったものが都市文化の風俗として捉えられたのが侠客である。これと同時に武士階級であっても存在価値を問われている遊民たちも独自の「風俗」を生じている。すなわち無為無禄の状態に置かれた旗本の次男以下からなる旗本奴、旗本奴に反発する庶民による町奴と謂われる者が侠客であり、19世紀の浮浪（博徒も含まれる）とは大きく意味合いは異なる。

## 現象としての侠客
これについては宮崎学が愚連隊の元祖とさえ呼ばれた万年東一を評した説明が、最も理解しやすい。すなわち、闘争の場も「遊び」とする者たちである。社会的制度や圧力を前にして、友愛や恋情ではなく蛮勇により自己保存の本能を乗り越える形であるが、子供じみた行動とされ、一般社会では全く正当化されない。ただし、この発現の過程については、ただ現象として「ある」としか説明はないため理解しづらい面が多い。万年自身は、後に作家となった安部譲二に「平気で損ができるのが任侠で、損ができないのは任侠ではない」と喝破している。

## 主な日本の侠客
- 幡随院長兵衛
- 新場小安
- 黒駒勝蔵
- 国定忠治
- 大前田英五郎
- 笹川繁蔵
- 新門辰五郎
- 飯岡助五郎
- 会津小鉄
- 清水次郎長
- 吉田磯吉
- 佐原喜三郎
- 相模屋政五郎
- 田代栄助
- 祐天仙之助
- 油屋勝次郎
- 堤仁三郎

## 関連書籍
- 猪野健治『ヤクザと日本人』 (現代書館、1993年、ISBN 4768466346：筑摩書房-ちくま文庫、1999年、ISBN 4480034846）
- 猪野健治『侠客の条件―吉田磯吉伝』 (双葉社-双葉新書、1977年：筑摩書房-ちくま文庫、2006年、ISBN 4480422765）
- 井波律子『中国侠客列伝』2011年 （講談社 ISBN 9784062168939）、2017年 （講談社学術文庫 ISBN 978-4062924139）
- 汪涌豪『中国遊侠史』青土社 2004年

## 注・出典
1. ↑  近年「きょうきゃく」と発音されることが多い。
2. ↑  表外漢字字体表には印刷標準字体として「俠客]も使用されている。
3. 1 2  侠客（読み）きょうかくコトバンク
4. ↑  侠客『東京百事便』 (三三文房, 1890)
5. ↑  『史記』 卷一百二十四 游俠列傳　第六十四 冒頭。 中国語版ウィキソースに本記事に関連した原文があります：史記/卷124
6. ↑  ホイジンガーのいうところの「ホモ・ルーデンス (homo ludens、遊興人) 」がその精神を発露する現象である。